# Fiães do Rio
Fiães do Rio ist ein Ort und eine ehemalige Gemeinde (Freguesia) im portugiesischen Kreis Montalegre. Die Gemeinde hatte 76 Einwohner (Stand 30. Juni 2011).
Am 29. September 2013 wurden die Gemeinden Fiães do Rio, Paradela und Contim zur neuen Gemeinde União das Freguesias de Paradela, Contim e Fiães zusammengeschlossen.